# إدوين كيو. كانون
إدوين كيو. كانون هو شخصية أعمال وقسيس وسياسي أمريكي، ولد في 6 مايو 1918 في مدينة سولت ليك في الولايات المتحدة، وتوفي في 6 أبريل 2005. نشط حزبياً في الحزب الجمهوري. وقد انتخب عضو مجلس نواب ولاية يوتا ‏.